# Campeonato Internacional de Fútbol Femenino Ñañas
El Cuadrangular Internacional de clubes denominado Campeonato Internacional de Fútbol Ñañas 2016 fue la primera edición de un torneo internacional de fútbol de carácter no oficial, disputado en la Casa de la Selección de Quito, en el que participaron los equipos más representativos de los Ecuador, Colombia y Perú. Este torneo es considerado como el primer torneo amistoso de interclubes de futbol femenino realizado en el país.
El certamen se realizó entre el 2 de diciembre y el 4 de diciembre de 2016. Los equipos participantes fueron: Club Ñañas, Quito Futbol Club, Club Timao de Piura, y el Club Fair Play de Bogotá. El ganador del Torneo inédito es el Club Ñañas.

## Resultados del Cuadrangular Internacional
| Pos. | Equipo                | Pts. | PJ | PG | PE | PP | GF | GC | Dif. |
| ---- | --------------------- | ---- | -- | -- | -- | -- | -- | -- | ---- |
| 1.   | Ñañas                 | 9    | 3  | 3  | 0  | 0  | 11 | 2  | 9    |
| 2.   | Quito Fútbol Club     | 6    | 3  | 2  | 0  | 1  | 17 | 3  | 14   |
| 3.   | Club Timao Piura      | 1    | 3  | 0  | 1  | 2  | 1  | 10 | -9   |
| 4.   | Club Fair Play Bogotá | 1    | 3  | 0  | 1  | 2  | 1  | 15 | -14  |

| Cuadrangular   | Cuadrangular      | Cuadrangular | Cuadrangular | Cuadrangular      |
| Fecha          | Equipo            | Resultado    | Resultado    | Equipo            |
| -------------- | ----------------- | ------------ | ------------ | ----------------- |
| 2 de diciembre | Ñañas             | 4            | 0            | Club Timao        |
| 2 de diciembre | Quito Fútbol Club | 10           | 0            | Club Fair Play    |
| 3 de diciembre | Quito Fútbol Club | 5            | 0            | Club Timao        |
| 3 de diciembre | Ñañas             | 4            | 0            | Club Fair Play    |
| 4 de diciembre | Club Timao        | 1            | 1            | Club Fair Play    |
| 4 de diciembre | Ñañas             | 3            | 2            | Quito Fútbol Club |

### Campeón
| Bandera de Ecuador |
| Ñañas 1.er Título  |